# Syllis flaccida
Syllis flaccida är en ringmaskart som beskrevs av Grube 1878. Syllis flaccida ingår i släktet Syllis och familjen Syllidae. Inga underarter finns listade i Catalogue of Life.